# Liste der Baudenkmäler in Röttenbach (bei Erlangen)
Auf dieser Seite sind die Baudenkmäler in der mittelfränkischen Gemeinde Röttenbach zusammengestellt. Diese Tabelle ist eine Teilliste der Liste der Baudenkmäler in Bayern. Grundlage ist die Bayerische Denkmalliste, die auf Basis des Bayerischen Denkmalschutzgesetzes vom 1. Oktober 1973 erstmals erstellt wurde und seither durch das Bayerische Landesamt für Denkmalpflege geführt wird. Die folgenden Angaben ersetzen nicht die rechtsverbindliche Auskunft der Denkmalschutzbehörde.
 Diese Liste gibt den Fortschreibungsstand vom 10. Juli 2023 wieder und enthält 9 Baudenkmäler.

## Baudenkmäler
| Lage                                                    | Objekt                                                       | Beschreibung | Akten-Nr.     | Bild           |
| ------------------------------------------------------- | ------------------------------------------------------------ | --- | ------------- | -------------- |
| Erlanger Straße, am südlichen Ortsausgang (Standort)    | Bildstock                                                    | Rechtecksockel mit Schaft, Sandstein, um 1720; Aufsatz fehlt | D-5-72-149-8  | BW             |
| Erlanger Straße, am südlichen Ortsausgang (Standort)    | Steinkreuz                                                   | Sandstein, wohl 17. Jahrhundert | D-5-72-149-9  | BW             |
| Hauptstraße 1 (Standort)                                | Altes Forsthaus                                              | zweigeschossiger Sandsteinbau mit Walmdach, Ecklisenen und Gesimsgliederung, 2. Hälfte 18. Jh. | D-5-72-149-1  | weitere Bilder |
| Hauptstraße 1 (Standort)                                | Scheune                                                      | Fachwerkbau mit Steilsatteldach und westlichem Sandsteinquaderanbau mit Satteldach, gleichzeitig | D-5-72-149-1  | BW             |
| Hauptstraße 7 (Standort)                                | Pfarrhaus                                                    | Zweigeschossiger Sandsteinquaderbau mit Mansardwalmdach, Ecklisenen und Gesimsgliederung, spätes 18. Jh | D-5-72-149-2  | weitere Bilder |
| Hauptstraße 7; St.-Mauritius-Weg 1 (Standort)           | Einfriedung                                                  | Sandsteinquadermauer und rechteckige Sandsteinpfosten mit Aufsatz, klassizistisch,bezeichnet „1830“ | D-5-72-149-2  | weitere Bilder |
| Hauptstraße 45 (Standort)                               | Brauerei Sauer                                               | Zweigeschossiger Satteldachbau mit Wappenstein des Truchsess Christoffel von Pommersfelden, bezeichnet „1591“, Dachtragwerk dendrochronologisch datiert auf 1591, im Inneren teilweise erneuert; ehem. zum Wasserschloss gehörig                                                          | D-5-72-149-3  | BW             |
| Nähe Kapellenstraße (Standort)                          | Katholische Kapelle St. Marien auf dem Mühlberg              | Kleiner Saalbau mit Satteldach, Dachreiter und eingezogenem dreiseitigem Schluss, geweiht 1869; mit Ausstattung | D-5-72-149-4  | weitere Bilder |
| Kapellenstraße (Standort)                               | Treppenanlage                                                | gerade Steintreppe aus Sandsteinquadern, 18. Jahrhundert | D-5-72-149-4  | weitere Bilder |
| Pfarrstraße 1 (Standort)                                | Katholische Pfarrkirche St. Mauritius                        | Mittelalterliche Chorturmanlage, Chorturm dreigeschossiger Sandsteinquaderbau mit Zeltdach und Lisenen- und Gesimsgliederung, Langhaus in der Art einer Basilika, mit Hausteingliederung und chorähnlicher, halbrunder Sakristei, Turm 15. Jahrhundert, Langhaus 1844–50; mit Ausstattung | D-5-72-149-5  | weitere Bilder |
| Nähe Pfarrstraße; Pfarrstraße; Pfarrstraße 3 (Standort) | Friedhofsmauer                                               | Sandsteinquadermauerwerk, 18. Jahrhundert | D-5-72-149-5  | weitere Bilder |
| Nähe Ringstraße (Standort)                              | Sommerkeller der Brauerei Sauer, ehemals zum Schloss gehörig | Weitverzweigte Felsenkelleranlage, 18./19. Jahrhundert | D-5-72-149-10 | BW             |
| St.-Mauritius-Weg, an der Hauptstraße (Standort)        | Bildstock                                                    | Sandsteinsäule auf kleinem, rechteckigen Sockel, mit vierseitigem, profiliertem Aufsatz, Sandstein, bezeichnet „1736“ | D-5-72-149-7  | BW             |